# Coroação canônica

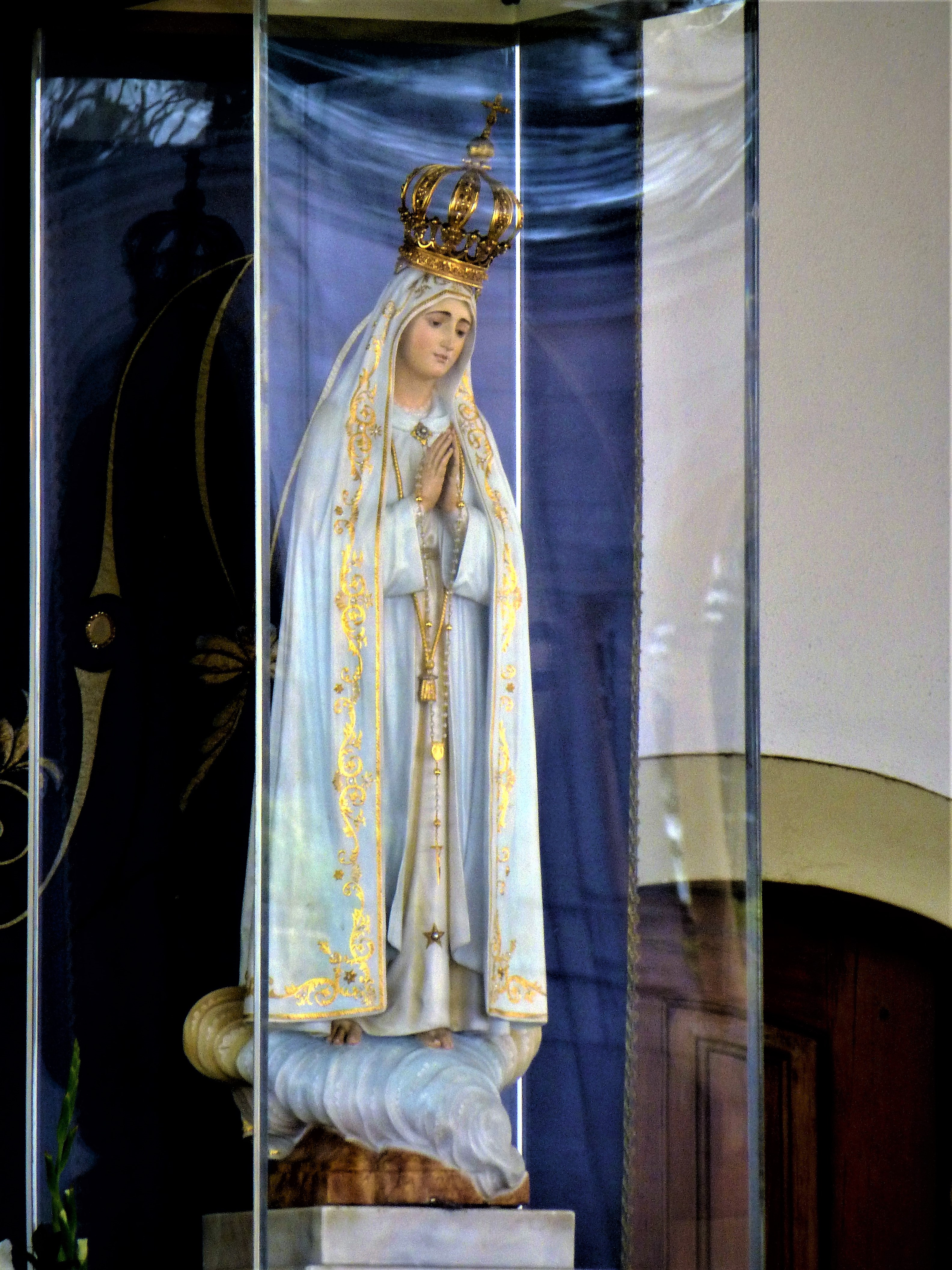
A imagem coroada de Nossa Senhora de Fátima, Portugal

Uma coroação canônica (português brasileiro) ou coroação canónica (português europeu) (em latim: coronatio canonica), também designada de coroação pontifícia, é um ato eclesiástico simbólico de honra, uma coroação, na igreja católica romana concedida pelo papa ou seu delegado, a uma imagem ou estátua cristológica, mariana ou josefina que conspicuamente, e por um período prolongado, atraiu a devoção intercessionária dos fiéis em um determinado local de culto. Indica um ato formal de aprovação pelas autoridades da igreja de devoção pública a Deus, incitado por uma imagem específica em seu ambiente específico e é devidamente expresso através do instrumento de uma bula papal, um tipo de proclamação que geralmente é realizada por um funcionário pessoal do Papa, um legado papal, ou em raras ocasiões pelo próprio pontífice, anexando cerimonialmente uma coroa, tiara ou auréola estelar à estrutura da imagem ou estátua devocional.
Originalmente, o Santo Ofício emitiu a autorização de uma coroação canônica através de um órgão da Igreja, um dicastério, chamado "Capítulo do Vaticano". Posteriormente, até 1989, a Sagrada Congregação de Ritos do Vaticano recebeu esse dever. Desde então, a Congregação para o Culto Divino e a Disciplina dos Sacramentos organizam a execução do ato cerimonial que o decreto autoriza.

## História

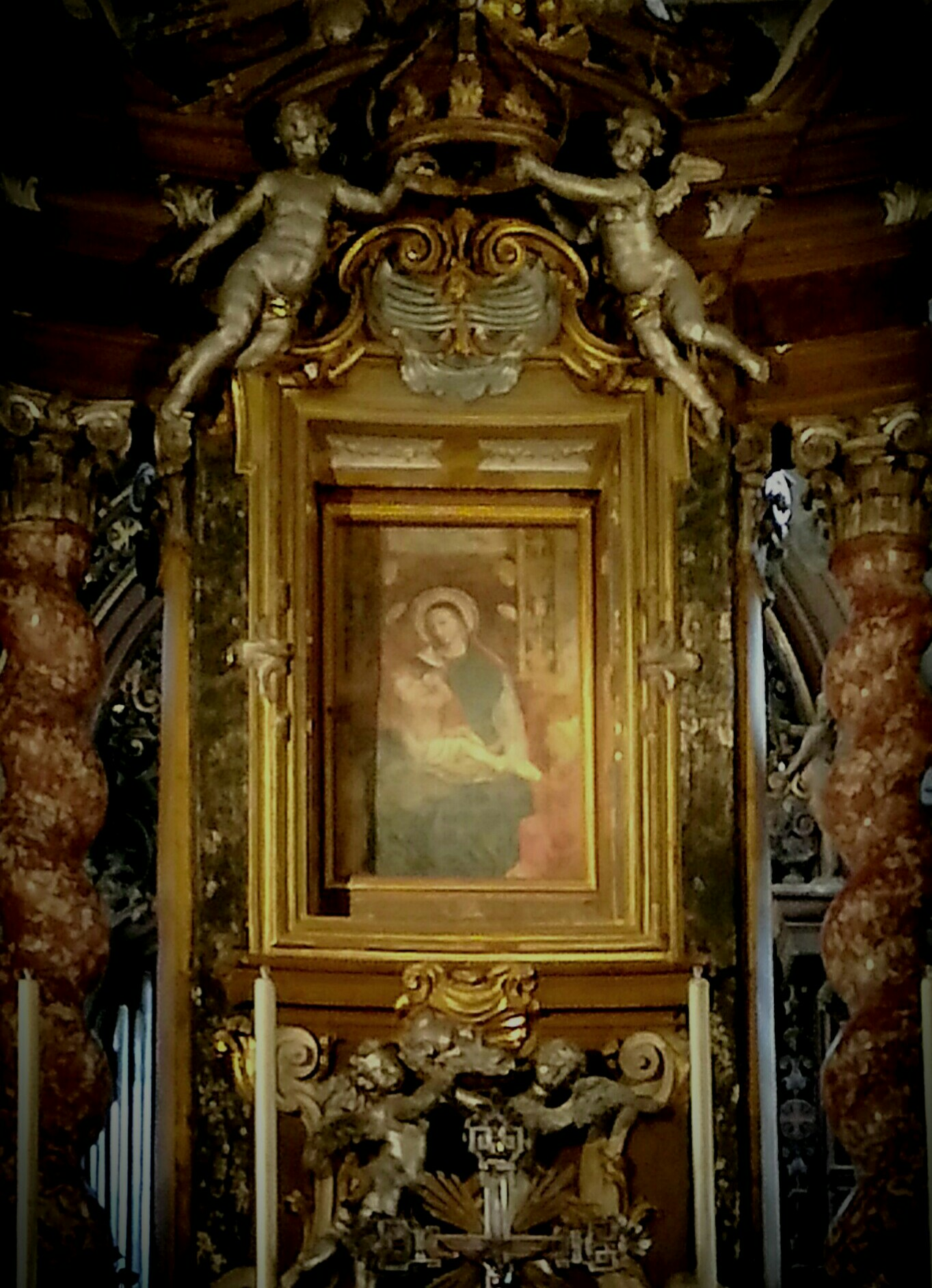
A Madona Enfermeira, uma "coroação" precoce do frade Jeronimo (Girolamo) Paolucci di Calboldi di Forli, em 27 de maio de 1601.

O costume de coroar imagens sagradas originou-se da Ordem dos Frades Menores Capuchinhos, que por meio de seus missionários evangélicos colecionava grandes quantidades de jóias associadas a indulgências, que financiavam as coroas ou acessórios de ouro para imagens da Virgem Maria. Um frade capuchinho, Jeronimo Paolucci di Calboldi di Forli (1552-1620) foi um dos principais defensores dessa prática e foi conhecido durante sua vida como o autoproclamado "apóstolo da bem-aventurada senhora". Forli coroou a Madona Enfermeira após uma simples homilia, agora consagrada no Santuário de Santa Maria della Steccata em 27 de maio de 1601.
Além disso, em 3 de julho de 1636, morreu o marquês de Piacenza e o conde de Borgonovo, Alessandro Sforza Cesarini, sobre o qual legou em sua última vontade e testou uma grande soma de dinheiro ao capítulo do Vaticano, para investir na produção de coroas de metais preciosos pela coroação das imagens marianas mais célebres do mundo. Os fundos de seu testamento foram destinados à restauração de Madonna della Febbre, agora consagrada na sacristia da Basílica de São Pedro.

## Na prática religiosa católica

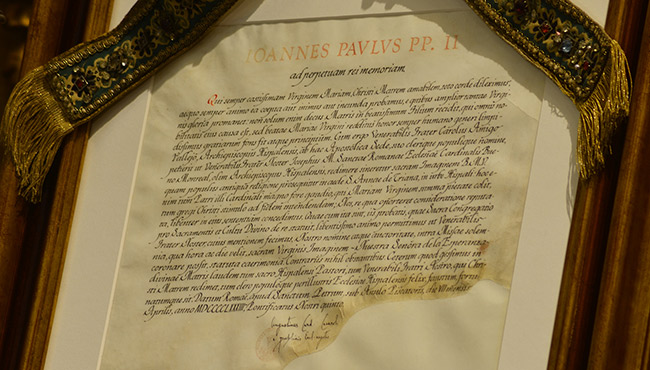
A bula papal do Papa João Paulo II de 1984, que concedeu canonicamente a imagem de Nossa Senhora da Esperança de Triana, a Pontifícia (Papal), o direito de usar uma coroa.

A prática e a declaração pública de coroação tornaram-se amplamente populares nos estados papais antes de 1800, e foram realizados aproximadamente 300 ritos de coroação. Em 29 de março de 1897, um rito oficial foi incluído no Pontifício Romano, pelo qual também foi concedida uma indulgência plenária aos fiéis que participaram de tais ritos.
- A primeira imagem mariana que foi cerimoniosamente coroada sem aprovação direta do Papa foi realizada pelo cardeal Francesco Sforza Pallavicino para La Madonna della Oropa em 30 de agosto de 1620.
- A primeira imagem mariana que foi pontifíciamente coroada foi a pintura de La Madonna della Febbre (Madonna da Febre), de Lippo Memmi, na sacristia da Basílica de São Pedro em Roma, em 27 de maio de 1631, pelo Papa Urbano VIII, através do Capítulo do Vaticano.
- A primeira imagem mariana coroada pelo próprio Papa em vez de um legado papal por procuração foi a “Madonna Del Populo” em 3 de junho de 1782, pelo Papa Pio VI, na Catedral de Cesena.

A prescrição solene do ritual de coroar imagens está embutida no "Ordo Coronandi Imaginem Beatae Mariae Virginis", publicado pelo Santo Ofício em 25 de maio de 1981. Antes de 1989, as bulas papais que autorizavam coroações canônicas eram inscritos manualmente em pergaminho. Depois de 1989, a Congregação para o Culto Divino e a Disciplina dos Sacramentos começaram a emitir as autorizações e expressaram o título devocional da imagem e autorizaram um legado papal a realizar a coroação em nome do Sumo Pontífice.

## Lista de imagens coroadas canonicamente naLusofonia

### Brasil
| Título da imagem                                     | Data da coroação                 | Local de devoção                | Padroeira                                                                  | Concessão          | Imagem | Santuário |
| ---------------------------------------------------- | -------------------------------- | ------------------------------- | -------------------------------------------------------------------------- | ------------------ | ------ | --------- |
| Nossa Senhora Aparecida                              | 8 de setembro de 1904            | Aparecida                       | Brasil                                                                     | Papa Pio X         |        |           |
| Nossa Senhora do Carmo                               | 21 de setembro de 1919           | Recife                          | Pernambuco e Recife                                                        | Papa Bento XV      |        |           |
| Nossa Senhora da Penha                               | 8 de setembro de 1951            | Vila Velha                      | Espírito Santo                                                             | Papa Pio XII       |        |           |
| Nossa Senhora de Nazaré                              | 15 de agosto de 1953             | Belém                           | Padroeira do Pará e rainha da Amazónia                                     | Papa Pio XII       |        |           |
| Nossa Senhora da Apresentação                        | 21 de novembro de 1953           | Natal                           | Padroeira da Cidade e da Província Eclesiástica de Natal                   | Papa Pio XII       |        |           |
| Nossa Senhora do Pilar                               | 12 de outubro de 1954            | São João del-Rei                | São João del-Rei                                                           | Papa Pio XII       |        |           |
| Nossa Senhora do Monte Serrat                        | 8 de setembro de 1955            | Santos                          | Santos                                                                     | Papa Pio XII       |        |           |
| Nossa Senhora do Carmo                               | 16 de julho de 1961              | Mariana                         | Mariana                                                                    | Papa João XXIII    |        |           |
| Nossa Senhora do Rosário                             | 7 de dezembro de 1961            | Ubá                             | Ubá                                                                        | Papa João XXIII    |        |           |
| Nossa Senhora do Pilar                               | 8 de julho de 1963               | Ouro Preto                      | Ouro Preto                                                                 | Papa João XXIII    |        |           |
| Nossa Senhora da Conceição                           | 15 de agosto de 1963             | Conselheiro Lafaiete            | Conselheiro Lafaiete                                                       | Papa João XXIII    |        |           |
| Nossa Senhora da Conceição                           | 8 de dezembro de 1964            | Sabará                          | Sabará                                                                     | Papa Paulo VI      |        |           |
| Nossa Senhora da Piedade                             | 11 de dezembro 1979              | Lagarto (Sergipe)               | Lagarto (Sergipe)                                                          | Papa João Paulo II |        |           |
| Nossa Senhora da Boa Viagem                          | 15 de agosto de 1980             | Itabirito                       | Itabirito                                                                  | Papa João Paulo II |        |           |
| Nossa Senhora Imaculada Rainha do Sertão             | Decretada em 28 de abril de 2005 | Quixadá                         |                                                                            | Papa Bento XVI     |        |           |
| Nossa Senhora da Penha                               | 1 de setembro de 2014            | Crato (Ceará)                   | Crato (Ceará)                                                              | Papa Francisco     |        |           |
| Nossa Senhora do Patrocínio do Santíssimo Sacramento | 31 de maio de 2015               | Sacramento (Minas Gerais)       | Sacramento (Minas Gerais)                                                  | Papa Francisco     |        |           |
| Nossa Senhora do Amor Divino                         | 14 de novembro de 2021           | Corrêas, Petrópolis             | Diocese de Petrópolis                                                      | Papa Francisco     |        |           |
| Nossa Senhora D'Abadia                               | 1 de agosto de 2024              | Uberaba                         | Uberaba                                                                    | Papa Francisco     |        |           |
| Nossa Senhora Medianeira de todas as Graças          | 15 de agosto de 2024             | Santa Maria (Rio Grande do Sul) | Padroeira da Província Eclesiástica de Santa Maria e Rainha do Povo Gaúcho | Papa Francisco     |        |           |
| Nossa Senhora de Nazaré                              | 8 de setembro de 2025            | Cachoeira do Campo              | Cachoeira do Campo                                                         | Papa Leão XIV      |        |           |

### Portugal
| Título da imagem                           | Data da coroação       | Local de devoção | Padroeira                                                   | Concessão      | Oficiante                     | Imagem | Santuário |
| ------------------------------------------ | ---------------------- | ---------------- | ----------------------------------------------------------- | -------------- | ----------------------------- | ------ | --------- |
| Nossa Senhora do Sameiro                   | 12 de junho de 1904    | Braga            | Santuário do Sameiro                                        | Papa Pio X     | Arcebispo Giuseppe Macchi     |        |           |
| Nossa Senhora de Fátima (imagem de Thedim) | 13 de maio de 1946     | Fátima           | Fátima, Diocese de Leiria-Fátima, Guiana e Suriname         | Papa Pio XII   | Cardeal Masella               |        |           |
| Nossa Senhora da Soledade                  | 17 de setembro de 2023 | Mafra            | Nossa Senhora, sem título, é padroeira da Basílica de Mafra | Papa Francisco | Cardeal Tolentino de Mendonça |        |           |